# Ilímaussite-(Ce)
La ilímaussite-(Ce) è un minerale.